# Nawal Uwase
Nawal Uwase, née en 1998, est une haltérophile rwandaise.

## Carrière
Elle est médaillée de bronze à l'arraché, à l'épaulé-jeté et au total dans la catégorie des moins de 55 kg aux championnats d'Afrique 2022 au Caire.